# 類関数
数学の群論における類関数（るいかんすう、英: class function）は、群上で定義される関数であって、共軛類上では定数となるもののことをいう。複素数値の類函数はコンパクト群の表現論で重要である。自乗可積分な複素数値類函数はヒルベルト（多元）環（例えば有限離散群の群環や位相群の群環）の中心元として現れるため、中心函数 (central function) とも呼ばれる。
G が位相群のとき、一般に類函数としては可測あるいはさらに連続であるものに限って言う。

## 定義
群 G 上の函数 f が中心的あるいは類函数であるとは、G の任意の元 s, t に対して
{\displaystyle f(sts^{-1})=f(t)}
が成り立つときに言う。あるいは同じことだが、自然な全単射 (s, t) ↦ (u = st, v =s−1) を考えれば、任意の u, v に対して
{\displaystyle f(uv)=f(vu)}
を満たすということもできる。

## 性質
可換体 K に対し、群 G は（G から K への写像全体の成す）配置集合 KG に
s.f: t ↦ f(sts−1)
で、自然に作用する。G 上の K-値類函数はこの表現の不動点であり、従ってその全体はベクトル空間 KG の部分線型空間を成す。
G 上の K-値類函数の成すベクトル空間は、G の共軛類全体の成す集合を C とすれば、KC に自然に同型である。

## 例
- アーベル群上の任意の函数は中心的である。実際、アーベル群の共軛類は全て単元集合である。
- もう少し自明でない類函数の例は、アーベル群に値をとる群準同型によって与えられる。
- 他に類函数の例として、ねじれ群 G から自然数半群 ℕ∗ への、群の各元にその位数を割り当てる写像が挙げられる。

## コンパクト群のヒルベルト環
G をコンパクト群として、その上のハール測度 λ を平行移動不変な唯一の確率測度として定義する。L2(G) は G 上の自乗 λ-可積分函数全体の成すヒルベルト空間とすれば、この空間上に以下の二つの演算を入れることができる:
- 結合的、分配的で定数函数 1 を単位元とする畳み込み積
{\displaystyle f*g(s)=\int _{G}f(t)g(st^{-1})d\lambda (t)\quad (f,g\in L^{2}(G)),}
- 対合
{\displaystyle f^{*}(s)={\overline {f(s^{-1})}}\quad (f\in L^{2}(G)).}

これらにより L2(G) は対合バナハ環となり、さらにヒルベルト環を成す。この環に関する研究は G の連続表現に関係する（ピーター–ワイルの定理を参照）。
この関係性は L2(G) の中心を通じて示される。実際、直接計算により可測函数 f, g が自乗可積分ならば
{\displaystyle f*g(s)-g*f(s)=\int _{G}g(t^{-1})[f(st)-f(ts)]\,d\lambda (t)}
であり、また函数 f が L2(G) の中心に入る必要十分条件は、任意の g ∊ L2(G) に対して二つの畳み込み f ∗ g と g ∗ f が殆ど至る所一致することだが、これらは連続ゆえ至る所一致する。したがってこれは G の任意の u, v に対して f(uv) = f(vu) と同値である。
L2(G) の中心は、G 上の自乗可積分かつ中心的な可測函数（の類）全体の成す閉部分空間である。

### コンパクト群の指標
コンパクト群 G 上の有限次元連続表現とは、有限次元複素ベクトル空間 V に対して、連続写像 ρ: G → GL(V) のことを言う。付随する指標は
{\displaystyle \chi _{\rho }(s)=\operatorname {tr} [\rho (s)]}
で定義される類函数である。同値な二つの表現は同じ指標を持つ。
連続既約表現に付随する指標を既約指標と呼ぶ。任意の既約指標は L2(G) に属し、互いに同値でない既約指標は互いに直交する。また既約指標の全体は L2(G) のヒルベルト基底を成す。
有限群 G に対しては、既約表現の数は G の共軛類の数に等しい。